# チクワワ県
チクワワ県（チクワワけん、Chikawawa）は、マラウイ南部州に属する県（Chikwawa District）で、中心となる町はチクワワである。4,755 km²の面積を持ち、35万6682人の人口を擁する。
この地域はアフリカのマラリア流行地帯に属しており、近年は地元ロータリークラブにより地域住民全体に殺虫剤処理をした蚊帳を配布する運動の対象地域となっている。

## 隣接する県

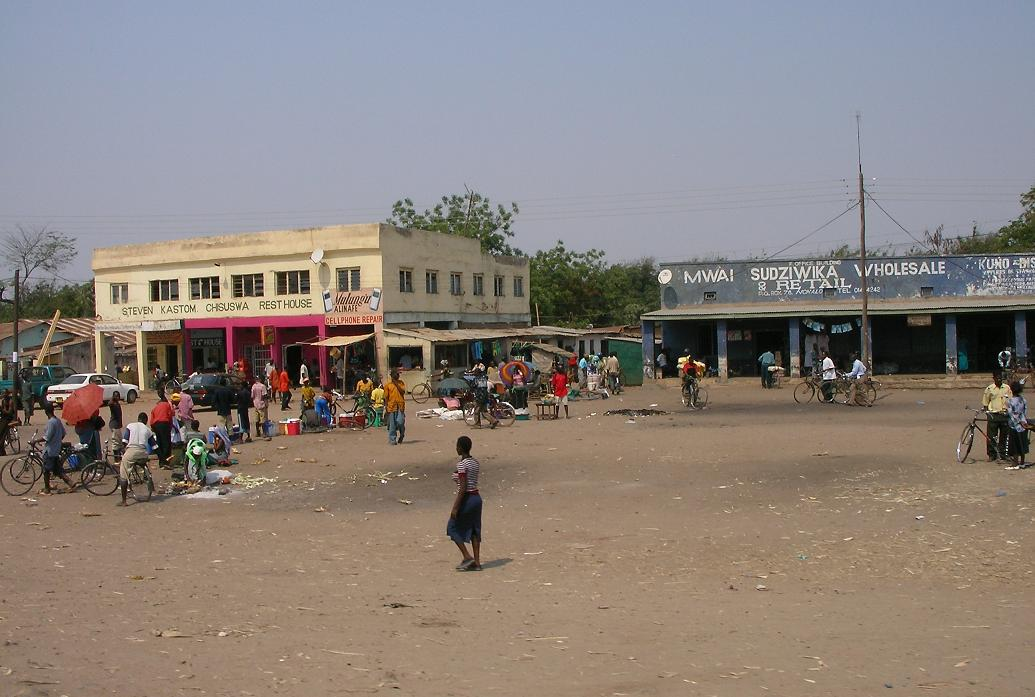
チクワワの一都市、Nchalo

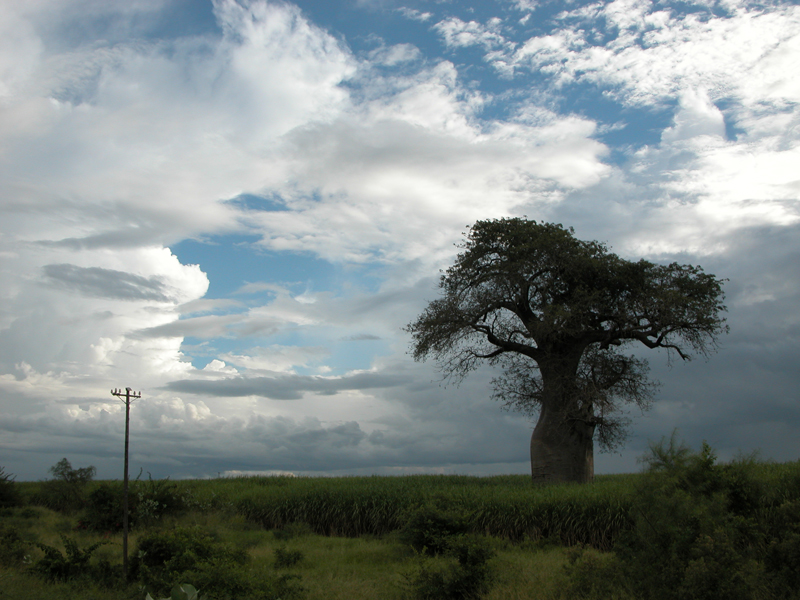
チクワワ近郊の景色とバオバブの木

- ムワンザ県
- ブランタイヤ県
- チョロ県
- ンサンジェ県
- テテ州